# Carolina Meligeni Alves
Carolina Meligeni Rodrigues Alves (Campinas, 23 de abril de 1996), é uma tenista brasileira.
Suas melhores posições no ranking da Associação de Tênis Feminino (WTA) são 165ª em simples e 110ª em duplas, ambas conquistadas em 2022. Ela tem seis títulos de simples e vinte e três de duplas no circuito feminino da ITF.

## Carreira profissional

### 2011
Carol estreou no dia 6 de junho de 2011 contra Isabella Capato Camargo, vencendo-a em dois sets por 6 a 1 no Torneio Tênis Clube de Santos, no Brasil. No mesmo torneio, ela foi derrotada pela cabeça-de-chave argentina Andrea Benitez, que eliminou Alves em dois sets nas oitavas de final.

### 2012: Primeiro torneio de duplas
Carol fez sua primeira aparição em duplas no dia 30 de julho de 2012 novamente em Santos, ao lado da compatriota Giovanna Baccarini. Elas foram derrotados na primeirarodada por outras duas brasileiras, Paula Cristina Gonçalves e Roxane Vaisemberg.

### 2013: Primeiro título de duplas

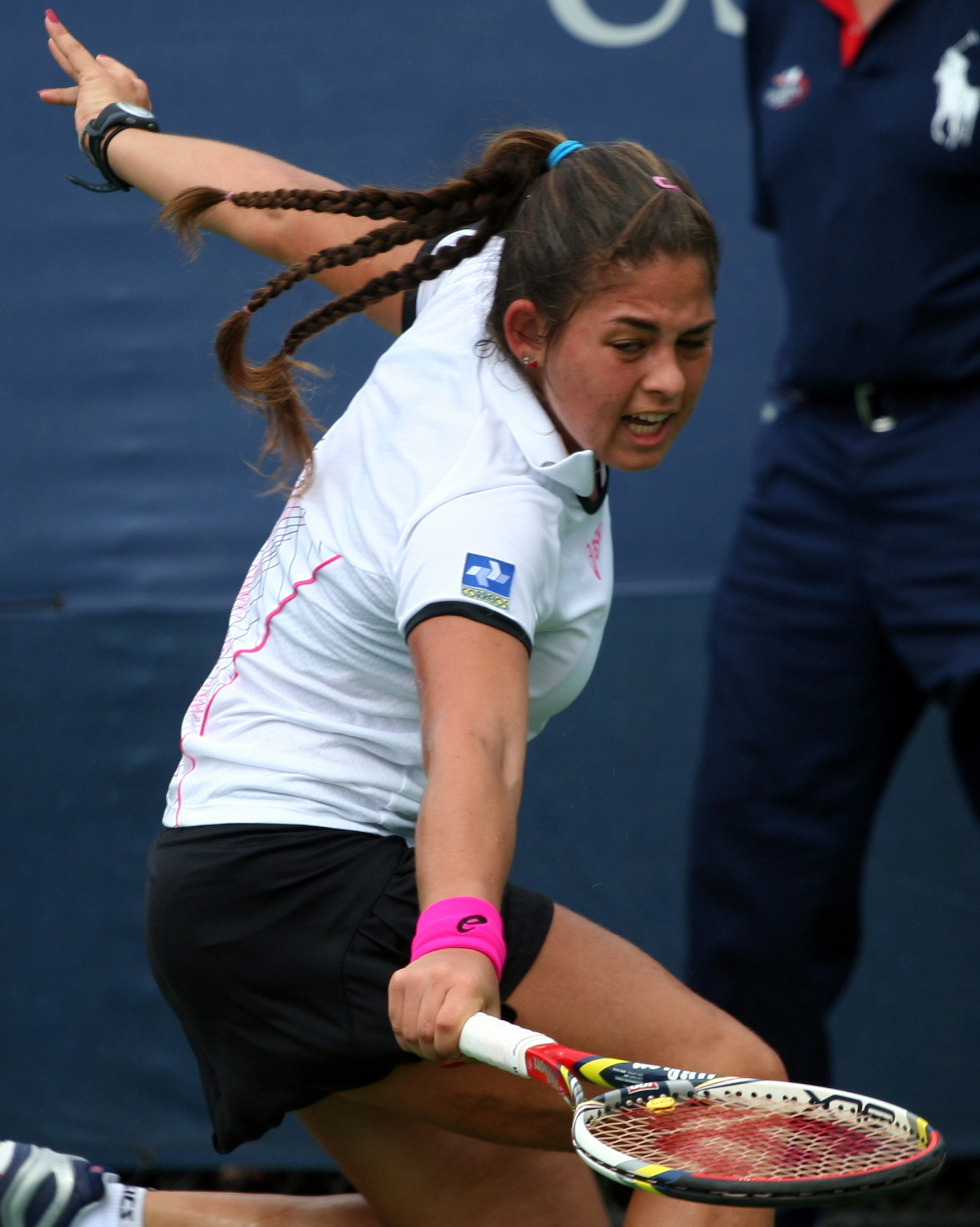
Carol no US Open de 2013.

Em 2013, Carol venceu seu primeiro torneio de duplas da ITF em Curitiba (Brasil), junto com Leticia Garcia Vidal.

### 2015: Primeira participação em um torneio WTA
Carol disputa o WTA Tour desde o Aberto do Rio de 2015, onde formou dupla com a brasileira Ingrid Martins .

### 2016: Primeiro título de simples
Carol conquista seu primeiro título de simples no torneio ITF em Hammamet (Tunísia).

### 2017: Estreia na Fed Cup
Carol estreou pelo Time Brasil da Fed Cup; seu recorde na Fed Cup até 2022 é em  um saldo de vitórias/derrotas de 10–3.

### 2019: Bronze nos jogos pan-americanos

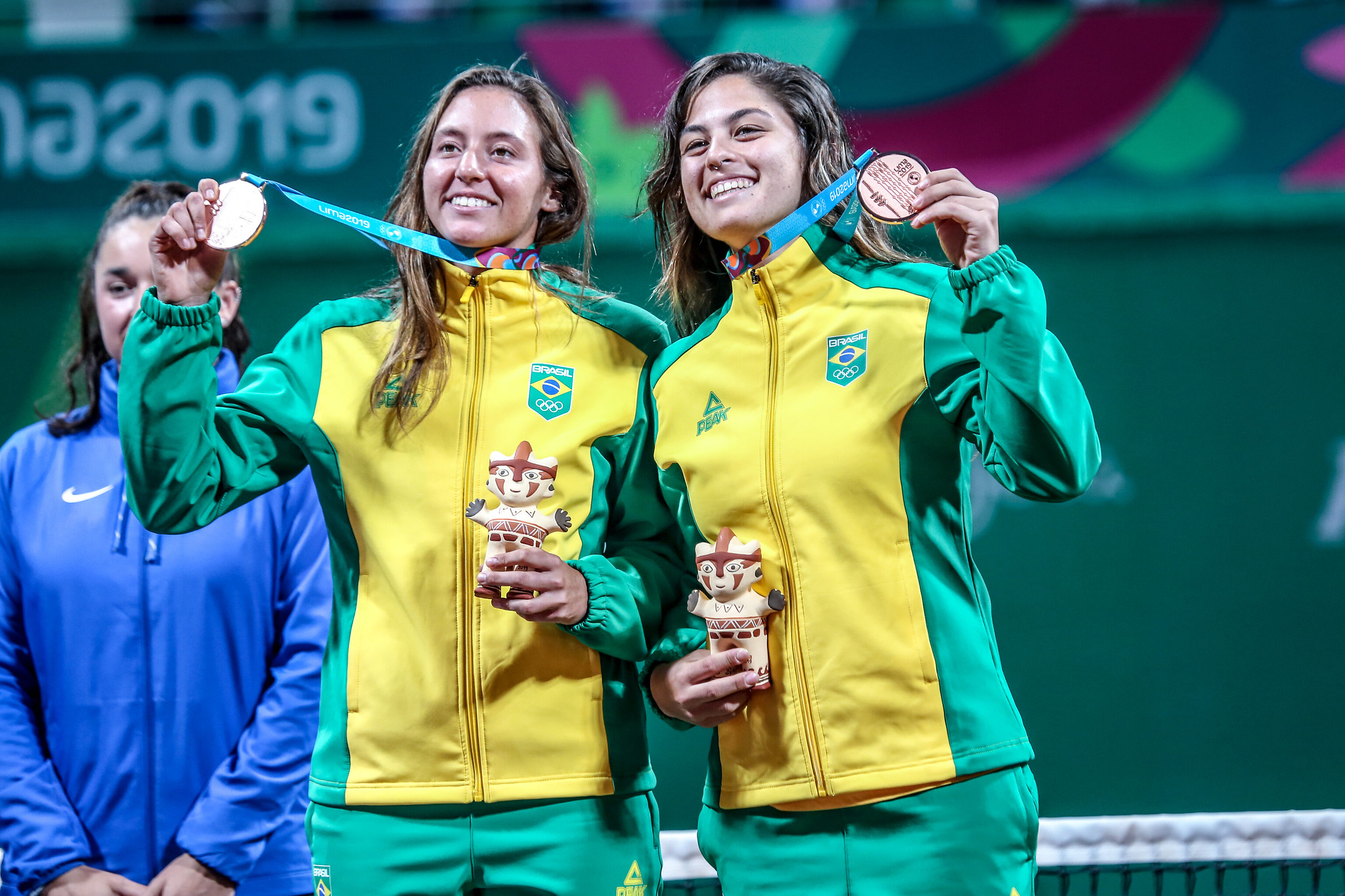
Carol Meligeni e Luisa Stefani na cerimonia de premiação dos jogos pan-americanos de Lima em 2019

Disputando os Jogos Pan-Americanos de 2019 em Lima, no Peru, Carol conquistou a medalha de bronze na chave de duplas femininas ao lado  da também paulista Luisa Stefani.
Foi também em 2019 que Carol recebeu o prêmio Heart Award por seu desempenho no "Zonal das Américas I" da Fed Cup de 2019.
"Eu fico muito feliz por ser reconhecida e receber esse prêmio. Quero agradecer a todo o time que jogou comigo na Fed Cup, tanto às atletas quanto ao pessoal fora da quadra que fez de tudo para que isso fosse possível. E, mais do que tudo, fico feliz por poder ajudar ao próximo com a premiação", Declarou Alves após a conquista do prêmio.

### 2021: Primeira final em um torneio WTA
Nas semifinais Copa Feminina de Tênis de 2021, realizadas em Curitiba, Carol e outras cinco brasileiras (Nathaly Kurata, Gabriela Cé, Thaísa Pedretti e Teliana Pereira) garantiram vaga no Torneio Internacional Feminino de Tênis - Ano V.
Em novembro de 2021, Alves chegou a uma final WTA pela primeira vez, no torneio de duplas de Montevidéu, ao lado da espanhola Marina Bassols Ribera perderam para a dupla Irina Maria Bara e Ekaterine Gorgodze. Com isso ela entrou no top 150 do ranking mundial em duplas.

### 2022

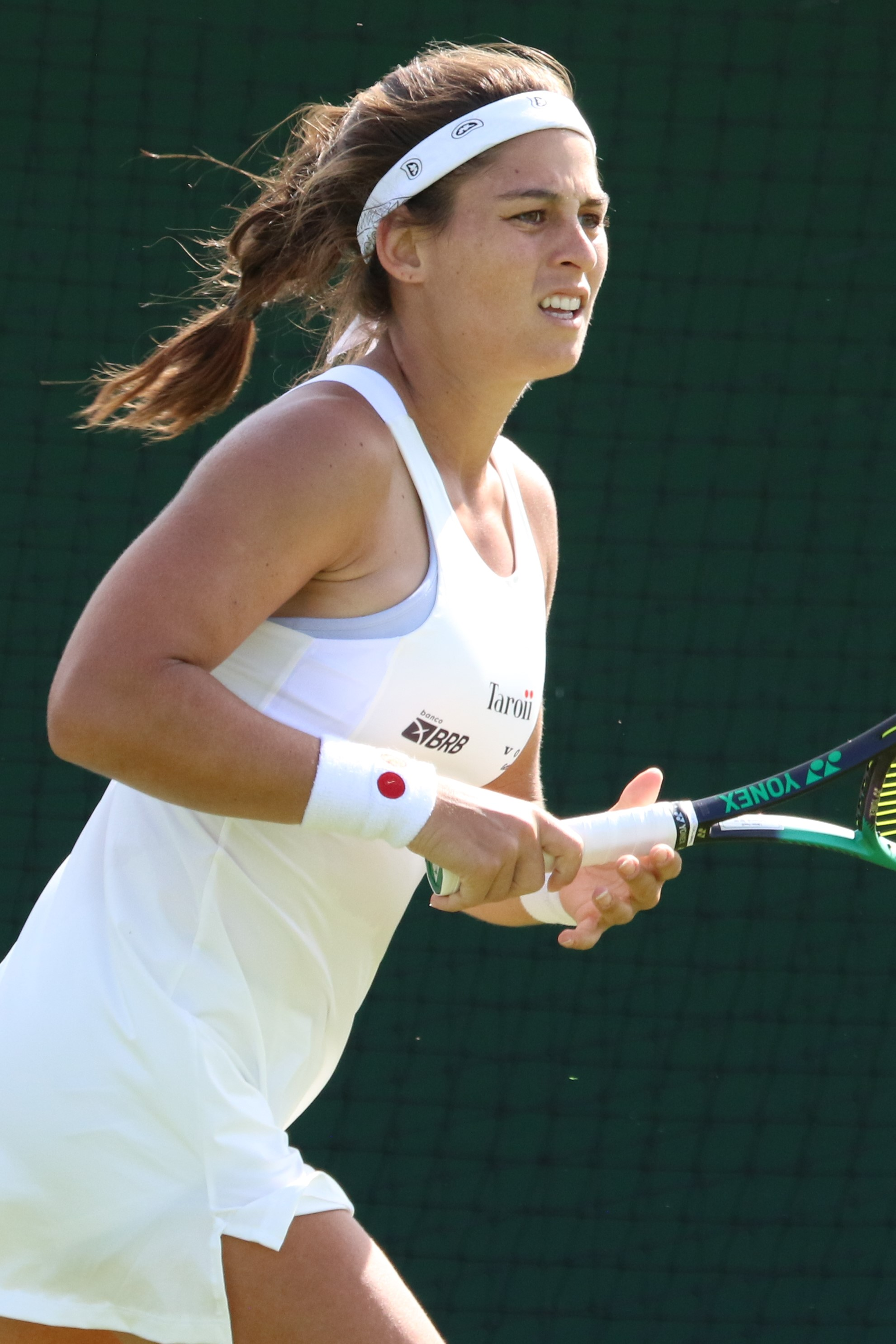
Carol Meligeni em Wimbledon 2022.

Em abril de 2022, Carol foi para a disputa da Billie Jean King Cup, dessa vez realizada em Salinas no Equador. Integrando o time Brasil e junto a Beatriz Haddad Maia, bateu as tenistas argentinas Jazmin Ortenzi e Julia Riera após jogo de 3 horas.

### 2023: Vitória e títulos inéditos
No início da temporada de saibro, ao sair vitoriosa diante da ucraniana Dayana Yastremska na Copa Colsanitas, pela  primeira rodada,  Carol conquistou sua primeira vitória da carreira em uma chave principal de simples de um torneio WTA com nível superior ao 125,  quando aplicou o placar de 2 X 1 e 4/6,7/6 6/2 nas parciais.
Em maio, Carol foi campeã do ITF W25 de Platja D´Aro na Espanha. Na final, venceu a tenista local Carlota Martinez por 2 X 1 e parciais de 6/1, 6/7 (1) e 6/4. A partida foi disputada em dois dias devido a chuva que a interrompeu. Esse título foi, na época, o maior da carreira de Alves.
"Estou muito contente com esse título, meu primeiro ITF W25. Foi uma semana muito difícil para mim, consegui superar muitas adversidades, o clima, jogos duros, longos, então essa conquista coroa todo o trabalho. Agradeço a toda minha equipe da ADK Tennis, em especial meu treinador Luiz Peniza que está comigo há bastante tempo", Declarou Alves após a conquista desse título.

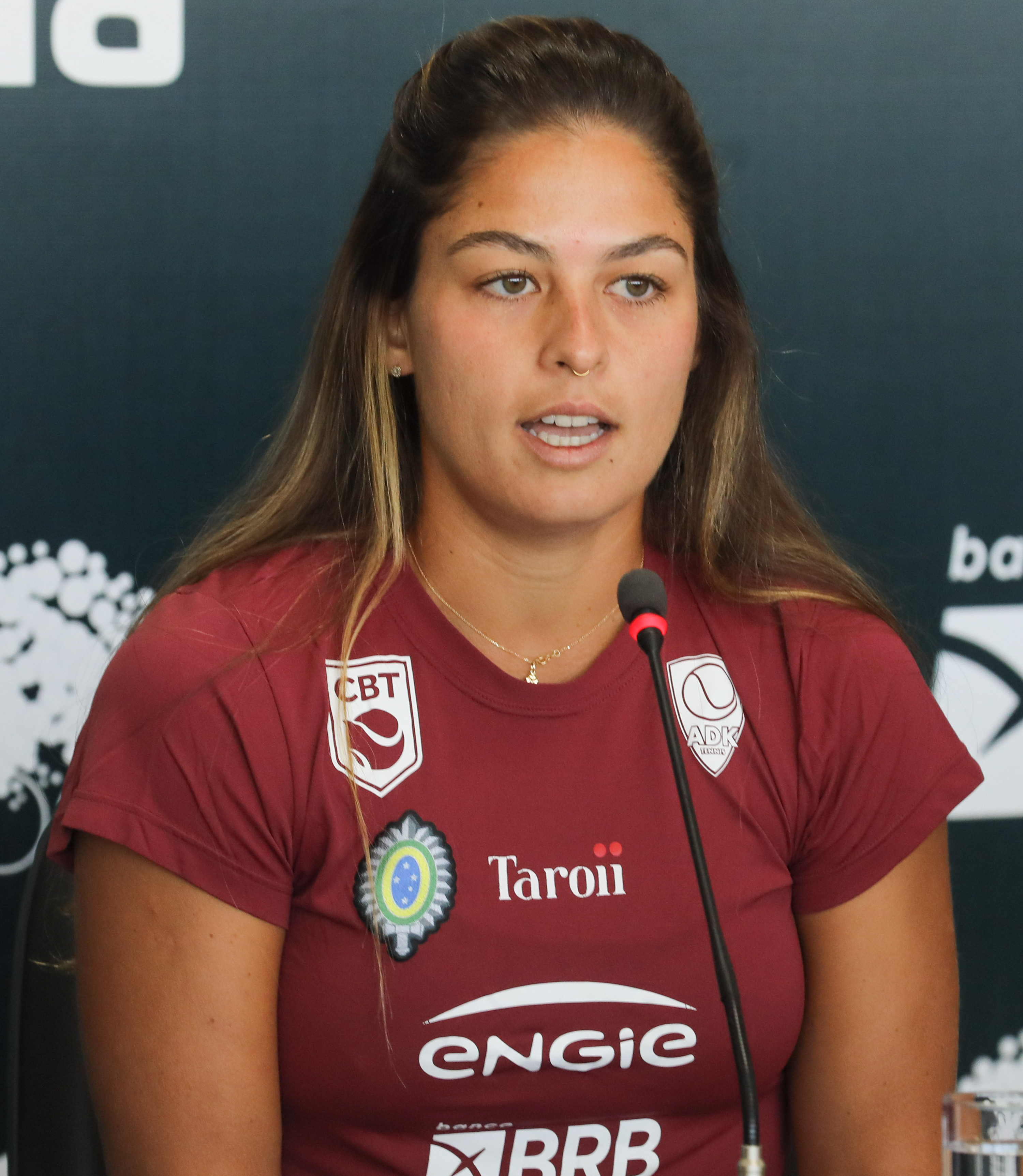
Meligeni Alves durante o anúncio da sede do confronto Brasil X Coréia do Sul pela Billie Jean King Cup, em Brasília.

No final de julho, Carol foi para Feira de Santana, onde disputou na semana seguinte um ITF W60. Jogando na chave de simples, Carolina não avançou da estreia, na qual foi superada pelo placar de 2 X 0 com parciais de 2/6 1/6 diante da estadunidense Haley Giavara. Pela chave de duplas e formando parceria com a francesa Kristina Mladenović, Carol avançou até a segunda rodada, na qual enfrentaria a dupla de brasileiras Helena Bueno e Maria Carolina Ferreira Turchetto, mas por desistência de Mladenović, nem entrou em quadra.
Na outra semana, Carol foi para Brasília disputar outro torneio, dessa vez no nível ITF W80. Pela chave de simples, Carol parou na estreia diante da canadense Cadence Brace de 18 anos, que a venceu por 2 X 0 e parciais de 3/6 4/6.. Já nas duplas, que disputou ao lado de Julia Riera da Argentina, foi campeã vencendo por 2 X 0 e parciais de 6/2 6/3 diante da dupla da britânica Eden Silva e da ucraniana Valerya Strakhova na final do torneio. Esse título foi, na época, o maior da carreira de Carol até então. 
"A parceira dela desistiu, pela primeira vez jogamos juntas e deu super certo. Estou muito feliz com essa conquista. Poder jogar em casa, viajar com o treinador, competir com jogadoras de alto nível, faz toda a diferença no nosso calendário. Só tenho a agradecer à CBT e aos patrocinadores do torneio, que também são meus patrocinadores pessoais”, Declarou Alves após a conquista do título.
Em outubro, Carol jogou seu segundo Pan-Americano em Santiago, vencendo duas partidas no torneio de simples antes de cair nas quartas para a argentina Maria Carlé.

### 2024
A primeira competição de Carol na temporada foi representando o Brasil na United Cup em Perth na Austrália, uma competição de equipes mistas por países. Essa foi sua segunda vez consecutiva disputando esse torneio. Carol acabou não jogando e o desempenho da equipe não ter foi bom, sendo desclassificada ainda na fase de grupos e com a número um brasileira, Beatriz Haddad Maia garantindo a única  vitória para a equipe na partida de simples feminina contra Sara Sorribes Tormo em sets diretos. Durante o qualificatório da Billie Jean King Cup, Carol teve de substituir Laura Pigossi contra a alemã Laura Siegemund. Apesar da derrota por 2 sets a 1, foi aclamada por conseguir pela primeira vez vencer um set contra uma tenista top 100 e oferecer muita resistência. Em maio, conseguiu o sétimo título da carreira no W15 de São João da Boa Vista, São Paulo. Em novembro, com Luisa Stefani afastada após uma operação no joelho, Carol teve de jogar junto de Haddad Maia a partida-desempate da Billie Jean King Cup contra a Argentina, batendo Jasmin Ortenzi e Julia Riera para manter as brasileiras no qualificatório para as finais de 2025.

## Vida pessoal
Carolina é sobrinha de Fernando Meligeni e irmã de Felipe Meligeni Alves.

## Finais da ITF

### Simples: 18 (7 títulos, 11 vices)
| Legenda  |
| -------- |
| $100,000 |
| $80,000  |
| $60,000  |
| $25,000  |
| $15,000  |
| $10,000  |

| Finais por superfície |
| --------------------- |
| Duro (0–1)            |
| Saibro (7–7)          |
| Grama (0–0)           |

| Resultado | V–D  | Data     | Torneio                           | Prize money | Piso   | Oponente               | Parciais         |
| --------- | ---- | -------- | --------------------------------- | ----------- | ------ | ---------------------- | ---------------- |
| Perdeu    | 0–1  | Nov 2013 | ITF Rio Preto, Brasil             | 10,000      | Saibro | Gabriela Cé            | 2–6, 6–4, 5–7    |
| Perdeu    | 0–2  | Nov 2016 | ITF Hammamet, Tunísia             | 10,000      | Saibro | Katharina Hobgarski    | 0–6, 1–6         |
| Venceu    | 1–2  | Dez 2016 | ITF Hammamet                      | 10,000      | Saibro | Gaia Sanesi            | 6–3, 6–0         |
| Venceu    | 2–2  | Dez 2016 | ITF Hammamet                      | 10,000      | Saibro | Jelena Simic           | 6–0, 4–6, 7–5    |
| Perdeu    | 2–3  | Set 2017 | ITF Antalya, Turquia              | 15,000      | Saibro | Despina Papamichail    | 1–6, 4–6         |
| Perdeu    | 2–4  | Nov 2017 | ITF Antalya                       | 15,000      | Saibro | Nicoleta Dascălu       | 5–7, 3–6         |
| Perdeu    | 2–5  | Set 2018 | ITF Pula, Itália                  | 25,000      | Saibro | Katharina Hobgarski    | 6–7(3), 2–6      |
| Venceu    | 3–5  | Set 2019 | ITF São Paulo, Brasil             | 15,000      | Saibro | Thaisa Grana Pedretti  | 7–5, 6–1         |
| Perdeu    | 3–6  | Fev 2020 | ITF Cancún, México                | 15,000      | Duro   | Andrea Gámiz           | 7–6(5), 5–7, 0–6 |
| Venceu    | 4–6  | Nov 2020 | ITF Cairo, Egito                  | 15,000      | Saibro | Daria Mishina          | 7–5, 6–4         |
| Perdeu    | 4–7  | Nov 2020 | ITF Cairo, Egito                  | 15,000      | Saibro | Erika Andreeva         | 1–6, 3–6         |
| Perdeu    | 5–7  | Dez 2020 | ITF Cairo, Egito                  | 15,000      | Saibro | Elina Avanesyan        | 6–0, 7–5         |
| Perdeu    | 5–8  | Mar 2021 | ITF Buenos Aires, Argentina       | 25,000      | Saibro | Yuki Naito             | 6–1, 4–6, 3–6    |
| Perdeu    | 5–9  | Fev 2022 | ITF Tucumán, Argentina            | 25,000      | Saibro | Brenda Fruhvirtová     | 3–6, 3–6         |
| Perdeu    | 5–10 | Mai 2022 | Open Saint-Gaudens, France        | 60,000      | Saibro | Ylena In-Albon         | 6–4, 3–6, 4–6    |
| Perdeu    | 5–11 | Mar 2023 | ITF Tucumán, Argentina            | 25,000      | Saibro | Rosa Vicens Mas        | 2–6, 1–6         |
| Venceu    | 6–11 | Mai 2023 | ITF Platja D'aro, Espanha         | 25,000      | Saibro | Carlota Martinez Cirez | 6–1, 6–7(1), 6-4 |
| Venceu    | 7-11 | Mar 2024 | ITF São João da Boa Vista, Brasil | W15         | Saibro | Julieta Lara Estable   | 4–6, 6–1, 6–3    |

### Duplas: 36 (21 títulos, 16 vices)
| Legenda  |
| -------- |
| $100,000 |
| $80,000  |
| $60,000  |
| $25,000  |
| $15,000  |
| $10,000  |

| Finais por superfície |
| --------------------- |
| Duro (4–1)            |
| Saibro (17–15)        |
| Grama (0–0)           |

| Resultado | V–D   | Data     | Torneio                         | Piso   | Parceira                | Oponentes                                     | Parciais            |
| --------- | ----- | -------- | ------------------------------- | ------ | ----------------------- | --------------------------------------------- | ------------------- |
| Venceu    | 1–0   | Set 2013 | ITF Curitiba, Brasil            | Saibro | Leticia Garcia Vidal    | Maria Vitória Beirão Ana Clara Duarte         | 4–6, 6–4, [10–8]    |
| Perdeu    | 1–1   | Nov 2013 | ITF Rio Preto, Brasil           | Saibro | Juliana Rocha Cardoso   | Gabriela Cé Nathália Rossi                    | 3–6, 4–6            |
| Perdeu    | 1–2   | Abr 2014 | ITF Rio Preto                   | Saibro | Ingrid Gamarra Martins  | Maria Fernanda Alves Paula Cristina Gonçalves | 2–6, 0–6            |
| Venceu    | 2–2   | Jun 2014 | ITF Villa del Dique, Argentina  | Saibro | Constanza Vega          | Nathaly Kurata Nathália Rossi                 | 7–6(4), 6–2         |
| Perdeu    | 2–3   | Jul 2014 | ITF Campos do Jordão, Brasil    | Duro   | Ingrid Gamarra Martins  | Nathaly Kurata Giovanna Tomita                | 3–6, 2–6            |
| Venceu    | 3–3   | Mar 2015 | ITF São José dos Campos, Brasil | Saibro | Victoria Bosio          | Gabriela Cé Laura Pigossi                     | 7–6(3), 6–4         |
| Venceu    | 4–3   | Mar 2016 | ITF Rio Preto                   | Saibro | Camila Giangreco Campiz | María Fernanda Herazo Noelia Zeballos         | 6–3, 6–4            |
| Perdeu    | 4–4   | Abr 2016 | ITF Rio Preto                   | Saibro | Julieta Estable         | Fernanda Brito Constanza Vega                 | 6–2, 4–6, [6–10]    |
| Perdeu    | 4–5   | Abr 2016 | ITF Bauru, Brasil               | Saibro | Julieta Estable         | Nathaly Kurata Eduarda Piai                   | 6–7(4), 5–7         |
| Venceu    | 5–5   | May 2016 | ITF Villa María, Argentina      | Saibro | Constanza Vega          | Bárbara Gatica Stephanie Petit                | 6–1, 7–6(4)         |
| Venceu    | 6–5   | Jun 2016 | ITF Buenos Aires, Argentina     | Saibro | Camila Giangreco Campiz | Sofía Blanco Constanza Vega                   | 2–6, 6–2, [11–9]    |
| Perdeu    | 6–6   | Jun 2016 | ITF Oeiras, Portugal            | Saibro | Victoria Bosio          | Andrea Ka Laëtitia Sarrazin                   | 6–4, 5–7, [3–10]    |
| Venceu    | 7–6   | Jul 2016 | ITF Brussels, Bélgica           | Saibro | Ellen Perez             | Karin Kennel Hélène Scholsen                  | 6–2, 6–3            |
| Venceu    | 8–6   | Out 2016 | ITF Hammamet, Tunísia           | Saibro | Karin Kennel            | Fernanda Brito Noelia Zeballos                | 6–2, 4–6, [11–9]    |
| Perdeu    | 8–7   | Nov 2016 | ITF Hammamet                    | Saibro | Noelia Zeballos         | Diana Enache Ilona Georgiana Ghioroaie        | 6–3, 1–6, [8–10]    |
| Perdeu    | 8–8   | Nov 2016 | ITF Hammamet                    | Saibro | Noelia Zeballos         | Tamara Čurović Déborah Kerfs                  | 6–7(5), 3–6         |
| Venceu    | 9–8   | Dez 2016 | ITF Hammamet                    | Saibro | Tamara Čurović          | Oana Gavrilă Sandra Jamrichová                | 6–1, 3–6, [10–8]    |
| Venceu    | 10–8  | Dez 2016 | ITF Hammamet                    | Saibro | Tamara Čurović          | Oana Gavrilă Sandra Jamrichová                | 6–3, 6–2            |
| Perdeu    | 10–9  | Dez 2017 | ITF Santiago, Chile             | Saibro | Ana Sofía Sánchez       | Tamaryn Hendler Anastasia Pivovarova          | 5–7, 2–6            |
| Venceu    | 11–9  | Mar 2018 | ITF São José dos Campos         | Saibro | Thaisa Grana Pedretti   | Eleni Kordolaimi Dominique Schaefer           | 6–4, 6–1            |
| Perdeu    | 11–10 | Jun 2018 | ITF Barcelona, Espanha          | Saibro | Jade Suvrijn            | Jessica Ho Xiyu Wang                          | 3–6, 1–6            |
| Perdeu    | 11–11 | Jun 2018 | ITF Montpellier, França         | Saibro | Martina Colmegna        | Elixane Lechemia Alice Ramé                   | 7–6(5), 2–6, [6–10] |
| Perdeu    | 11–12 | Mar 2019 | ITF Campinas, Brasil            | Saibro | Gabriela Cé             | Danka Kovinić Laura Pigossi                   | 3–6, 2–6            |
| Perdeu    | 11–13 | Jun 2019 | ITF Rome, Itália                | Saibro | Elena Bogdan            | Elisabetta Cocciaretto Nicoleta Dascălu       | 5–7, 6–4, [7–10]    |
| Perdeu    | 11–14 | Jun 2019 | ITF Padova, Itália              | Saibro | Gabriela Cé             | Cristina Dinu Angelica Moratelli              | 6–7(7), 6–3, [8–10] |
| Venceu    | 12–14 | Set 2019 | ITF Bagnatica, Itália           | Saibro | Gabriela Cé             | Martina Caregaro Federica Di Sarra            | 6–2, 1–6, [10–5]    |
| Venceu    | 13–14 | Out 2019 | ITF Cucuta, Colômbia            | Saibro | Renata Zarazúa          | Emiliana Arango Victoria Bosio                | 6–1, ret.           |
| Perdeu    | 13–15 | Nov 2019 | ITF Orlando, EUA                | Saibro | Renata Zarazúa          | Katharine Fahey Stephanie Wagner              | 6–4, 2–6, [7–10]    |
| Venceu    | 14–15 | Fev 2020 | ITF Cancún, México              | Duro   | Andrea Gámiz            | Tiphanie Fiquet Léolia Jeanjean               | 5–7, 6–2, [11–9]    |
| Venceu    | 15–15 | Set 2020 | ITF Porto, Portugal             | Duro   | Marina Bassols Ribera   | Julia Payola Himeno Sakatsume                 | 6–3, 4–6, [10–7]    |
| Venceu    | 16–15 | Ago 2021 | ITF Bydgoszcz, Polónia          | Saibro | Iryna Shymanovich       | Hiroko Kuwata Yuliana Lizarazo                | 6–1, 3-6, [10-5]    |
| Perdeu    | 16–16 | Ago 2021 | ITF Radom, Polónia              | Saibro | Iryna Shymanovich       | Mana Kawamura Funa Kozaki                     | 4–6, 2-6            |
| Venceu    | 17–16 | Aug 2021 | ITF Vrnjačka Banja, Sérvia      | Saibro | Andrea Gámiz            | Ioana Loredana Roșca Sandra Samir             | 6–4, 6-1            |
| Venceu    | 18–16 | Ago 2021 | ITF Prerov, República Checa     | Saibro | Sarah Beth Grey         | Mana Kawamura Funa Kozaki                     | 6–4, 3-6, [13-11]   |
| Venceu    | 19–16 | Set 2021 | ITF Viena, Áustria              | Saibro | Martyna Kubka           | Erika Andreeva Ekaterina Kazionova            | 6–7(1), 6-4, [10-7] |
| Venceu    | 20–16 | Set 2021 | ITF Leiria, Portugal            | Duro   | Anastasia Tikhonova     | Celia Cervino Ruiz Angelica Moratelli         | 6–4, 6-4            |
| Venceu    | 21–16 | Ago 2023 | ITF Brasília, Brasil            | Duro   | Julia Riera             | Eden Silva Valerya Strakhova                  | 6–2, 6-3            |